# Corbinià de Freising
Corbinià de Freising (Châtres, Illa de França, ca. 680 - Freising, 8 de setembre de 730) era un monjo i bisbe de Freising. És venerat com a sant per diverses confessions cristianes.

## Biografia
Les notícies de la seva vida deriven de la Vita Corbiniani, escrita el 760 pel bisbe Arbeó di Freising, quart dels seus successors com a bisbe.
Nasqué a Châtres (Castrum), prop de Melun (Illa de França) en una família franca; el seu pare, Waltekis va morir abans que Corbinià nasqués. De jove va sentir la vocació religiosa i quan morí la seva mare es va retirar a fer vida eremítica a una ermita que construí vora l'església del seu poble natal. Aviat va atraure altres companys que volien imitar-lo, seguint la seva fama de santedat.

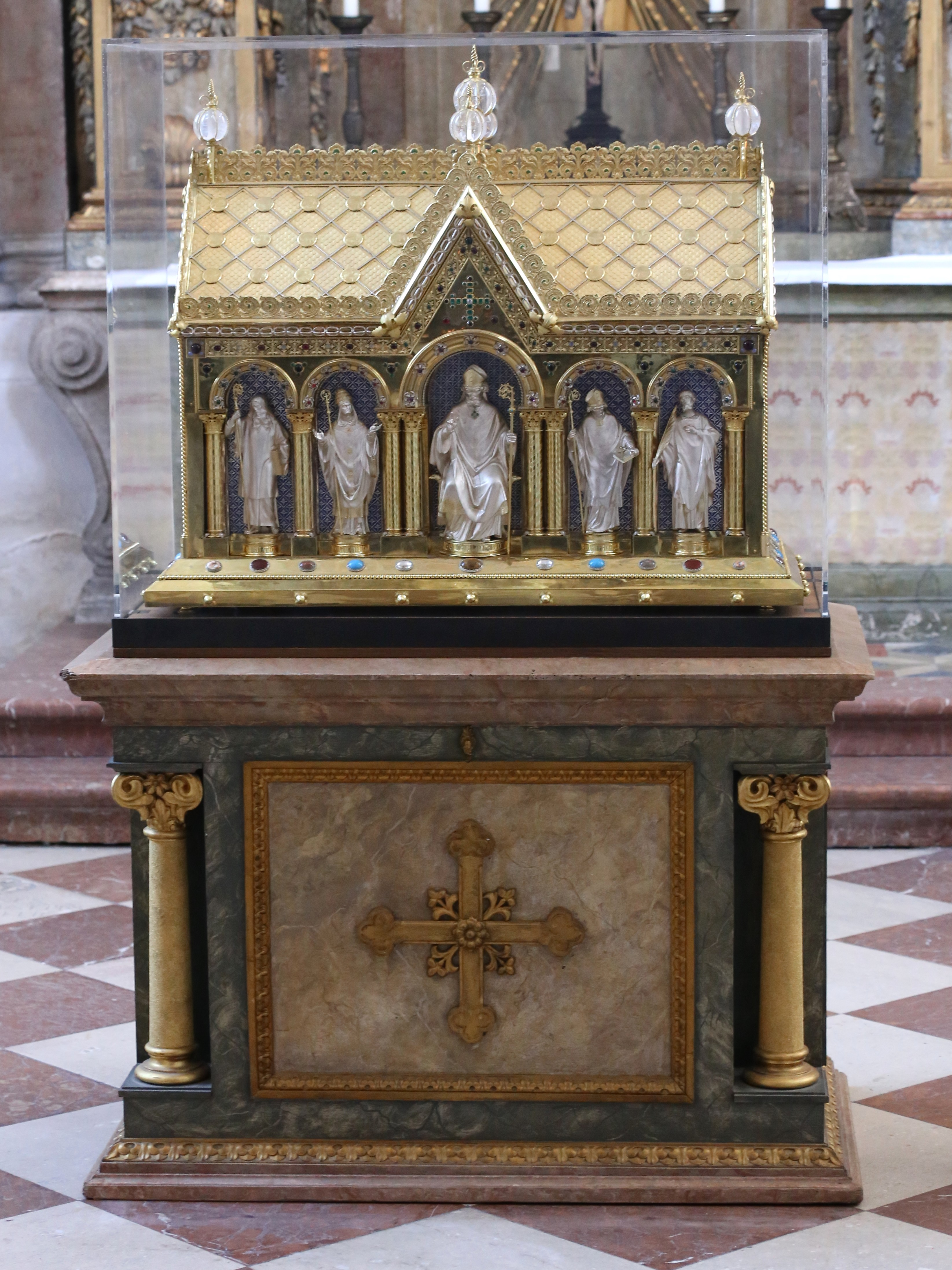
Reliquiari de Sant Corbinià (Catedral de Freising).

Amb ells va fer un pelegrinatge a Roma cap al 713, i el papa Gregori II, commogut per la seva espiritualitat, el va consagrar bisbe i el confià la missió d'evangelitzar Baviera. Corbinià va anar a Baviera i predicà arreu del país. Tornà a Roma en 723 per demanar al papa que li deixés retirar-se a fer vida contemplativa, però el papa l'ordenà que s'establís a Freising i evangelitzés la regió.
Amb l'ajut del duc de Baviera, Corbinià fa fundar el monestir de Sant Esteve, que esdevingué la seu episcopal. La relació amb el duc Grimoald es deteriorà, però, quan aquest, sense dispensa papal, va casar-se amb la vídua del seu germà. Per evitar el conflicte, Corbinià preferí de retirar-se a la tomba de sant Valentí de Passau a Mais i a Kuens, prop de Meran (Tirol). Quan Grimoald morí en batalla, el seu successor cridà Corbinià a Freising. Poc després d'haver tornat, però, hi morí.

## Veneració
Fou sebollit a l'església de Sant Zenó a Mais (Meran), vora la tomba de Sant Valentí; el 769, les restes foren traslladades a la catedral de Freising, on són avui. És considerat com a fundador i primer bisbe de la diòcesi de Freising, encara que no la instituís formalment.

### Llegenda de l'os
Corbinià fou assaltat per un os mentre feia el segon viatge a Roma. L'os matà la mula que portava la càrrega del sant; irritat, va reprendre l'os i l'ordenà que fos ell qui portés de llavors endavant la càrrega. L'os va obeir i va acompanyar Corbinià fins a Roma, on el sant el deixà lliure.

Llegenda de Sant Corbinià, d'un retaule de la cripta de la catedral de Freising
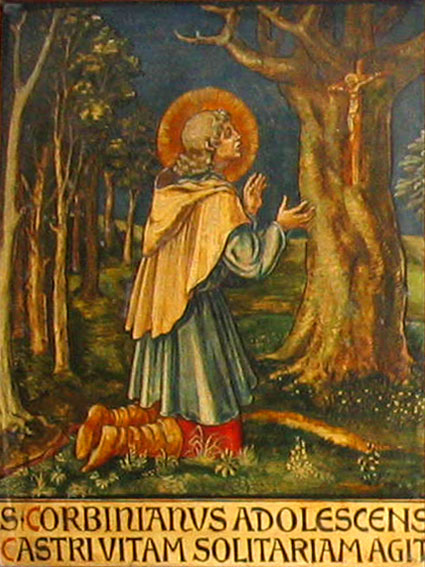
S. Corbinianus adolescens - Castri vitam solitariam agit - S. Corbinià, adolescent, porta una vida solitària
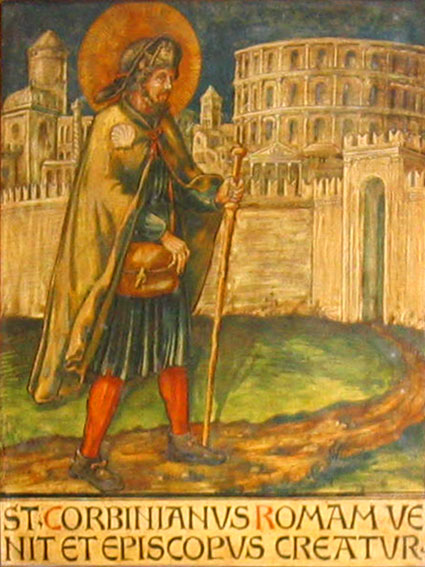
St. Corbinianus Romam venit et episcopus creatur - S. Corbinià va a Roma i és nomenat bisbe
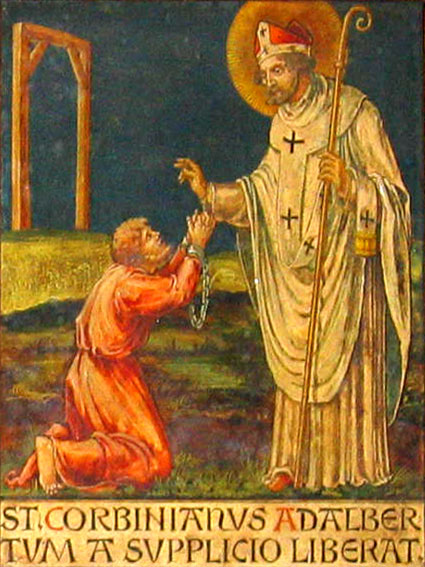
St. Corbinianus Adalbertum a supplicio liberat - S. Corbinià allibera Adalbert del suplici
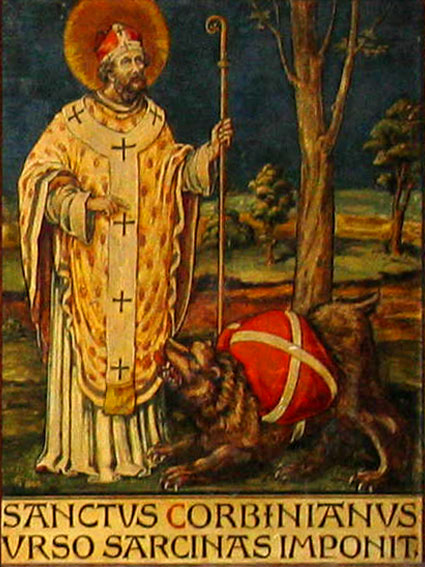
Sanctus Corbinianus urso sarcinas imponit - Sant Corbinià imposa la càrrega a l'os
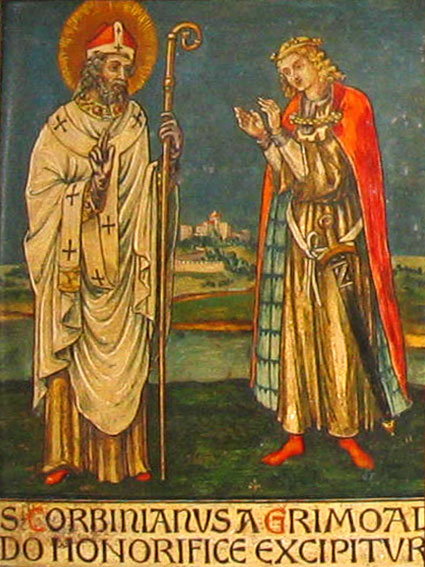
S. Corbinianus a Grimoaldo honorifice excipitur - S. Corbinià rep l'homenatge de Grimoald
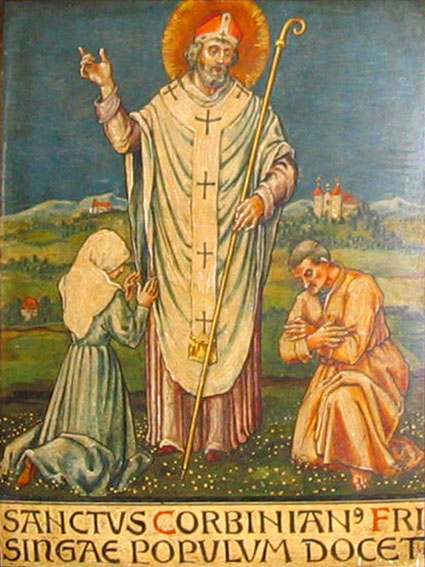
Sanctus Corbinian' Frisingae populum docet - Sant Corbinià ensenya al poble de Freising
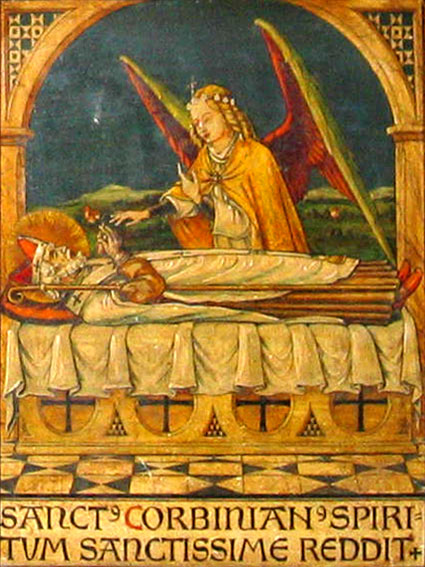
Sanct' Corbinian' spiritum sanctissime reddit - Sant Corbinià lliure l'esperit en un àngel
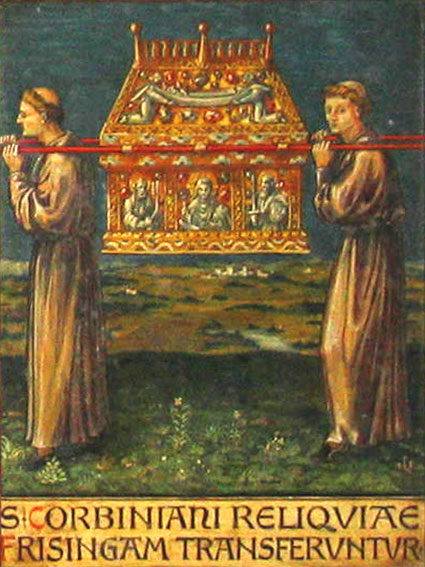
S. Corbiniani reliquiae Frisingam transferuntur - Les relíquies de S. Corbinià són portades a Freising